# Лазаристки манастир (Кавала)
Лазаристкият манастир (на гръцки: Μονή Λαζαριστών) е римокатолическа църква, посветена на Свети Павел, в македонския град Кавала, Егейска Македония, Гърция.

## История
Лазаристите, наследили солунската мисия на йезуитите в 1783 година, се установяват в Кавала, тогава в Османската империя, на 13 октомври 1887 година, след като ръководителят на ордена Антоан Фиат удовлетворява молба на католиците от района за основваване на мисия. Първият ръководител на мисията е Казимир Юпер, назачен на 23 септември 1887 г. и останал в града до 1896 година. На 25 ноември е осветен и параклисът „Свети Павел“ в частна къща. В 1888 година е отворено училище, а в 1889 година каймакамът на града дава на мисията земя за католическо гробище.
Сградата на църквата „Свети Павел“ е построена в 1888 – 1892 година в еклектичен стил с неокласицистични влияния. Сегашната енория е формирана в 1900 година, а в 1902 година е построено ново училище, което вече не съществува.